# William Kirtley
William Kirtley (n. 5 decembrie 1974, Portland, Oregon, SUA) este un avocat franco-american specializat în domeniul arbitrajului internațional. A fondat și conduce firma de avocatură specializată în arbitraj internațional, Aceris Law, și acționează ca arbitru în arbitraje comerciale internaționale. El intervine la Universitatea Paris II Assas unde predă cursul intitulat "Viitorul Arbitrajului Inațional" la masteranți.

## Studii
William Kirtley a studiat dreptul la Universitatea Harvard (BA - 1997), Universitatea Columbia (JD - 2004) și Sorbona (Maîtrise en droit - 2004). El a fost admis la baroul din New York (2004), Paris (2007) și Washington DC (2008).

## Carieră
William Kirtley a activat în cabinete de renume în arbitraj internațional Sherman & Sterling, Denton (Salans) și Lazareff Le Bars.

## Publicații
Cele mai recente publicații ale lui William Kirtley sunt:
- "French courts redefine new test for violations of international public policy to set aside arbitral awards (Société MK Group c v S.A.R.L. Onix et Société Financial Initiative)", LexisNexis (February 2018)
- “Arbitration in France”, Getting the Deal Through (January 2018)
- 4th Funding International Arbitration London Panel Debate, panellist in conference sponsored by The Judge (June 2013) “Should an Arbitral Tribunal Order Security for Costs When an Impecunious Claimant is Relying upon Third Party Funding?”, published in Kluwer’s Journal of International Arbitration (February 2013)
- “Comment Eviter Un Conflit Armé Au Barotseland,” published in the magazine Jeune Afrique (June 2014).

Oxfirst webinar on intellectual property arbitration law and the enforcement of IP rights internationally (May 2014).
- “International Arbitration: France,” published in International Comparative Legal Guides (June 2013).
- “4th Funding International Arbitration London Panel Debate, panellist in conference sponsored by The Judge (June 2013)
- “Should an Arbitral Tribunal Order Security for Costs When an Impecunious Claimant is Relying upon Third Party Funding?”, published in Kluwer’s Journal of International Arbitration (February 2013).
- “Arbitrating in West and Central Africa: An Introduction to OHADA,” published in the Kluwer Arbitration Blog (February 2013).
- “The Status of the Report of the Executive Directors on the ICSID Convention,” published in the ICSID Review-Foreign Investment Law Journal (Vol. 2, 2012).
- “Complex arbitrations: multi-party and multi-contract disputes under the new ICC Rules,” presentation given at LLB Seminar (November 2012).
- “International Arbitration: France 2012,” published in International Comparative Legal Guides (July 2012).
- “La gestion des contentieux en Afrique : Enjeux et Stratégies,” published in MEDEF : C’est à vous (August 2012).
- “Court-Ordered Discovery in the United States Under 28 USC § 1782 for Use in Foreign International  Arbitrations: Its Evolution, Current Trends, Strategic Use and Dangers,” published in the International Arbitration Law  Review (Vol. 2, June 2011).
- “The Transfer of Treaty Claims and Treaty-Shopping in Investor-State Disputes,” published in The Journal of World Investment and Trade (Vol. 10, No. 3, June 2009).
- “Bringing Claims and Enforcing International Arbitration Awards Against Sub-Saharan African States and Parties,” published in The Law and Practice of International Courts and Tribunals (Vol. 8, No. 1, May 2009).
- “The Tampa Incident: Does Australia’s Political Asylum Policy Violate International Law?”, published in the Columbia Journal of Transnational Law (Vol. 41, 2002).